# Hearts Grow
Hearts Grow (ハーツグロウ) foi uma banda japonesa de Motobu, Okinawa. A banda se formou em 2004 e debutou como banda independente em 2005. Depois do lançamento de um mini-álbun e um single independente, a banda assinou com a gravadora Epic Records Japan em 2006. 

## Biografia
Antes de Hearts Grow ser formado, a banda era dividida em duas outras bandas. As mulheres eram da banda G-SEVEN, e os homens eram conhecidos como BAMBOO. Em 2004, essas duas bandas se desfizeram e, mais tarde se uniram e formaram Hearts Grow. Em 2004 os amantes da música se reuniram em Okinawa no norte Ajisai Ongaku Mura, em um estúdio. Eles começaram a realizar vários shows nas ruas de Okinawa e pouco depois, em 2005 eles assinaram com a gravadora independente Ajisai Music e lançaram seu primeiro mini-álbum HEARTS GROW. Após o lançamento de seu primeiro single independente, Grow!!, a banda assinou com a gravadora major Sony Music Entertainment sob a Epic Records sua sub-label.
Eles foram assinados posteriormente a Sony Music e no outono de 2006 lançou o seu primeiro grande single "Road". Seu segundo single "Yura Yura (ユラユラ)" foi lançado no Japão no dia 6 de dezembro de 2006. Eles são conhecidos por tocar a nona abertura de NARUTO, o quarto encerramento de Demashita! Powerpuff Girls Z, a quarta abertura de Gintama e a primeira abertura de Tetsuwan Birdy: Decode. 
Em 2008, o baterista da banda, Yuuya, teve que deixar a banda porque tinha quebrado o cotovelo. Takuya, da banda Hysteric Blue, se juntou à banda para substituí-lo, mas não estava oficialmente na banda. Após o lançamento do "Sora (そら)" no final daquele ano a banda entrou em hiato por razões que não foram divulgados. A razão por trás disso foi pensado para ser devido a fatores tais como: divergências no grupo, assim como a morte de Nakasone, que era o presidente da Ajisai Music (あじさい音楽). Ele morreu de câncer aos 46 anos. Haruna e outros parentes se reuniram no evento, que seria o aniversário de seus 47 anos.
No entanto, em novembro de 2009, a banda divulgou um comunicado anunciando o seu hiato. O motivo da interrupção foi creditado a diferenças musicais entre os integrantes da banda. A declaração também anunciou que o vocalista da banda Haruna estava atualmente a trabalhar para sua estréia como artista solo, juntamente com Shintarou. Depois de algum tempo, Haruna decidiu dar uma pausa em sua carreira musical e começou a trabalhar como enfermeira.
A banda se separou em novembro de 2009, após um último concerto Hortênsia Festival (8 de novembro). Esta separação é devido à inatividade do grupo, que declarou que sua gravadora havia caído, provocando uma deterioração das relações dentro do grupo.
Haruna, a cantora, vai seguir carreira solo e Shintarou também continuar a trabalhar na música, enquanto outros membros se retiraria do meio.
No entanto, há rumores sugerindo uma reunião de grupo, ou a criação de uma nova formação, com novos membros, em vez de Haruna e Shintarou.
Em março de 2010, Chiaki começou sua carreira solo, juntamente com Natsumi. Em 20 de março, ela estreou no bar e restaurante Bird Land, em um concerto em Nago, Okinawa. Então ela começou a tocar com outras bandas, em Tóquio. Ela esteve presente no evento de Shibuya Eggman ocorrido em 27 de julho em Tóquio. Em 25 outubro de 2010, participou do evento "Girl's UP! vol.71[ligação inativa]", famoso evento do "Shibuya Eggman" para várias bandas e cantoras de J-Pop/Rock formada por garotas.
Logo após isso, em dezembro de 2010, a banda resolveu se reunir novamente para participar em um festival. 
Em 2011, Natsumi se juntou a uma nova banda chamada Angrperchin, com estilos semelhantes, mas com um som mais tradicional de Okinawa. O super grupo é composta por ex-membros de bandas da Ajisai Music.

## Membros
- Haruna (ハルナ) (Vocal)
- Chiaki (チアキ) (Teclado, Vocal)
- Natsumi (ナツミ) (Guitarra Base)
- Shintarou (シンタロウ) (Líder, Guitarra Solo)
- Yuusuke (ユウスケ) (Baixo)

### Ex-Membros
- Yuuya (ユウヤ; 2004-2008) (Bateria)

### Membros Suporte
- Takuya (たくや; 2008-2009) (Bateria)

## Discografia

### Mini-Álbums
- [2005.02.14] HEARTS GROW (Indie)
- [2007.08.22] SUMMER CHAMPLOO (サマーチャンプルー)

### Singles
- [2006.04.19] Grow!! (Indie)
- [2006.10.18] Road (Estrada)
- [2006.12.06] Yura Yura (ユラユラ)
- [2007.06.13] Himawari (ひまわり; Girassol)
- [2008.01.23] Kasanaru Kage (かさなる影; Sombras sobrepostas)
- [2008.09.03] Sora (そら; Céu)

### Downloads Digitais
- [2008.02.01] Haru~spring~ (春～spring～; Primavera)

### Compilações / Outros
- [2007.06.27] THE POWERPUFF GIRLS Z Original Soundtrack (#06 Himawari (ひまわり; Girassol))
- [2007.12.05] Ai no Uta (アイのうた; Canção de Amor) (#15 Chiisa na Koi no Uta (小さな恋のうた; Uma pequena canção de amor))
- [2008.07.23] NARUTO SUPER HITS 2006-2008 (#04 Yura Yura (ユラユラ))
- [2008.07.23] NARUTO ALL STARS (#04 Yura Yura (ユラユラ))
- [2008.08.24] TETSUWAN BIRDY DECODE Original Soundtrack (鉄腕バーディー DECODE ORIGINAL SOUNDTRACK) (#01 Sora (そら; Céu))
- [2009.03.25] Gintama Best (#10 Kasanaru Kage (かさなる影))
- [2009.07.29] NON-STOP NARUTO (#10 Yura Yura (ユラユラ))

## Trabalhos

### Radio
- [2007.04.02] YURAYURADIO (ＦＭ沖縄「Hearts Growのユラユラジオ」毎週月曜日午後８時半～生放送★; FM Okinawa 「Hearts Grow com YURAYURADIO」 Segundas às 20:30 ~ Live★)
- [2008.07.05] JTA presents "Hearts Grow - Mirai Sketch" (7月5日～JTA presents『Hearts Growの未来スケッチ』)
- [2008.09.22] ABC Radio "Music Paradise" (9月22日(金)ABCラジオ「ミュージックパラダイス」)

### Revistas
- [2007.08.02] UNIQLO JEANS MAGAZINE
- [2008.xx.xx] LOVE♥OKINAWA! (hands ハンズ 国際通りMAP Hearts Grow ハーツグロウ) - Edição Kasanaru Kage
- [2008.08.25] LOVE♥OKINAWA! (HY♥SUMMER 2008 SPECIAL VACATION) - Edição Sora

### CMs
- [2007] UNIQLO
- [2008] Japan Transocean Air